# Lepidobotryaceae
Die Lepidobotryaceae sind eine Familie in der Ordnung der Spindelbaumartigen (Celastrales) innerhalb der Bedecktsamigen Pflanzen (Magnoliopsida). Sie besitzt mit nur zwei Arten ein disjunktes Areal in der Neotropis und in Westafrika.

## Beschreibung
Die zwei Arten der Lepidobotryaceae sind Sträucher oder Bäume. Die wechselständig und zweizeilig angeordneten Laubblätter sind in Blattstiel und Blattspreite gegliedert. Im grundsätzlichen Aufbau sind die Blattspreiten zusammengesetzt (bestehen aber nur aus einem Blättchen), wirken aber wie einfach und besitzen glatte Blattränder. Die Stomata sind paracytisch. Im Gegensatz zu der Mehrzahl der Taxa in der Ordnung sind hier Nebenblätter vorhanden, sie sind recht lang und mit dem Blattstiel verwachsen.
Die Blüten stehen in endständigen, aber scheinbar den Blättern gegenüber stehenden, kurzen (wie Zapfen wirkenden) traubigen Blütenständen zusammen. Es sind Hochblätter vorhanden. Die Pflanzen sind zweihäusig getrenntgeschlechtig (diözisch). Die kleinen, eingeschlechtigen, radiärsymmetrischen Blüten sind fünfzählig. Die fünf Kelchblätter sind an der Basis verwachsen. Es sind fünf freie Kronblätter vorhanden. Kelch- und Kronblätter sind ähnlich groß. In den männlichen Blüten sind zwei Kreise mit je fünf mehr oder weniger weit an der Basis verwachsenen, fruchtbaren (fertilen) Staubblättern vorhanden, die Staubblätter des inneren Kreis sind deutlich kürzer als die äußeren. An der Innenfläche der Staubblattröhre befinden sich Nektarien. Es ist ein fleischiger Diskus vorhanden. In den weiblichen Blüten sind drei Fruchtblätter zu einem oberständigen Fruchtknoten verwachsen und sie enthalten drei Griffel mit jeweils einer kopfigen Narbe.
Sie bilden zwei- bis dreiklappige Kapselfrüchte, die nur einen Samen enthalten. Die Samen haben einen Arillus.

## Systematik und Verbreitung
Die Familie Lepidobotryaceae wurde 1950 durch Jean Joseph Gustave Léonard in Bulletin du Jardin Botanique de l'État 20, S. 38 aufgestellt. Typusgattung ist Lepidobotrys Engl.
Zur Familie der Lepidobotryaceae gehören nur zwei monotypischen Gattungen, also nur zwei Arten. (Bei manchen Autoren wird auch von einer dritten Art geschrieben.) Sie besitzen ein disjunktes Areal.
Die Stellung dieser Arten wurden lange Zeit kontrovers diskutiert. Sie wurden in die Linaceae (Engler 1903), Oxalidaceae (Hutchinson 1973, Cronquist 1981), Oxalidales (nur Lepidobotrys Takhtajan 1997), Meliaceae (nur Ruptiliocarpon Takhtajan 1997), Euphorbiaceae oder Sapindales (Hammel & Zamora 1993, Tobe & Hammel 1993) eingeordnet. Die phylogenetischen Analysen des 21. Jahrhunderts haben gezeigt, dass die Lepidobotryaceae eine Schwesterfamilie der Celastraceae sind und zusammen heute die Ordnung der Celastrales bilden.
Die zwei monotypischen Gattungen der Familie der Lepidobotryaceae mit ihren zwei Arten und den Verbreitungsgebieten sind:
- Lepidobotrys Engl.:
  - Lepidobotrys staudtii Engl.: Diese Art ist beheimatet im tropischen Westafrika.
- Ruptiliocarpon Hammel & N.Zamora:
  - Ruptiliocarpon caracolito Hammel & N.Zamora: Diese Art ist beheimatet in einem wiederum disjunkten Areal in Zentral- und im nördlichen Südamerika.